# وافرانس سور تيرنويس
وافرانس سور تيرنويس (بالفرنسية: Wavrans-sur-Ternoise)‏ هي بلدية تقع في إقليم باد كاليه من منطقة نور با دو كاليه في شمال فرنسا. تبلغ مساحة هذه المدينة 4.81 (كم²)، وترتفع عن سطح البحر 47 م، يبلغ عدد سكانها 218 نسمة حسب إحصاء المعهد الوطني للإحصاء والدراسات الاقتصادية سنة 2009 م. وترأس Christian Buissart البلدية خلال فترة (2008-2014).